# Crimson Peak
Crimson Peak és una pel·lícula estrenada en l'any 2015, dirigida per Guillermo del Toro i per escrita per Del Toro i Matthew Robbins. La pel·lícula és protagonitzada per Mia Wasikowska, Tom Hiddleston, Charlie Hunnam, Jessica Chastain i Jim Beaver. És produïda per Legendary Pictures i distribuïda per Universal Pictures. La pel·lícula es va estrenar el 16 d'octubre de 2015. S'ha subtitulat al català.